# 高橋康宏
高橋康宏（たかはし やすひろ、やすくん、1982年5月8日 - ）は、千葉県袖ケ浦市在住、千葉県千葉市出身のキーボーディスト。元ザ・マスミサイルのキーボーディスト
現在はソロの演奏家、ピアノ講師として本名で活動。
愛称は「やすくん」 趣味は洗車。 ライブで帽子をかぶることが多い。 バスケットが好き。

## 概要
絶対音感を持つ、 キーボーディストである。ライブステージではオルガン・ピアノ・シンセサイザーを演奏する。
4歳からヤマハ音楽教室でピアノ・エレクトーンを習う。ピアノを秋田素子に師事。エレクトーンを小林陽一に師事。 高校進学後には吹奏楽部に所属し、トランペット・打楽器・ピアノを担当する。 高校卒業後は、ヤマハ音楽院にてピアノとオルガンを小川文明（すかんち）に師事。
楽曲アレンジのノウハウを小林陽一に師事。
2003年ヤマハ音楽院PK科卒業。
2004年ヤマハ音楽院音楽制作科修了。
2005年からスタジオミュージシャンとして活動。藍坊主サポートメンバーとして活動しながらも、アカツキ.、鴨川などのライブツアーやレコーディングに参加。
2005年藍坊主ライブツアー「ソーダ!ツアーに行こう!!2005」、ワンマンツアー「サジは投げられた」に参加。
2006年藍坊主ライブツアー「魅惑のハナミドリーム」、「藍坊主がやってくる ヤァ!ヤァ!ヤァ!」に参加。
2007年藍坊主ライブツアー「藍空音楽祭 東名阪クアトロツアー」、ワンマンツアー「amaotone」に参加。
2007年5月9日 キーボードレコーディングを担当したロックバンド鴨川のシングル「サマーファイター」がTVアニメミュータント・タートルズ エンディングテーマに。
藍坊主ライブツアー全国10箇所 ツアーファイナル渋谷C.C.Lemonホールで演奏。
2007年12月14日に、渋谷AXにてワンマンライブを行う。
COUNTDOWN JAPAN 07/08（12/29幕張メッセ・12/30インテックス大阪）やRISING SUN ROCK FESTIVAL 2007 in EZOに出演する。 
キーボーディストとしての活動を広げ、「Morning Glory」「ししとう」「スペースタヌキ」のレコーディングに参加。
ホールライブでは縦4段にキーボードをセッティングする場面も見られた。

2008年、ロックバンドザ・マスミサイルのヴォーカルよっくん（高木芳基）に誘われ、ザ・マスミサイルのキーボードとして正式加入し活動を開始する。
2009年1月　ザ・マスミサイル渋谷CLUB QUATTROにてワンマンライブを行う。
2009年6月以降、サポート活動にも力を注ぎ、大島賢治(ex.THE HIGH-LOWS)調先人(ex.THE HIGH-LOWS)とのセッションバンドへの参加や、大島賢治プロデュースのサポートや作品にも参加している。
2009年10月には、サンプラザ中野くん（爆風スランプ）のライブに参加し、「Runner」・「旅人よ ～The Longest Journey」・「大きな玉ネギの下で」・「月光」などを演奏する。
2010年03月22日 - ザ・マスミサイルSANUKI ROCK COLOSSEUM 2010出演。
2010年8月11日　ザ・マスミサイル　シングル「夢と現実のハザマに完璧は必要ない」間寛平アースマラソン応援歌。　
2010年12月18日〜2011年03月06日 - ザ・マスミサイル レコ発ツアー2010～2011 「あいたいあいてにあいにいけ!」
2011年4月ザ・マスミサイルを脱退。ソロ活動へ転身。
2011年6月 毒リンゴ、サンプラザ中野くんなどのライブでキーボードを担当。
2012年4月　嘉門達夫「さくら咲く」ピアノレコーディング&アレンジ参加。
2012年12月 高橋康宏ソロアルバム「彩る音たち」でインディーズデビュー。
2012年12月　アコジィ　ライブサポートキーボード担当。
2013年1月 パンク・ロックバンド太陽族ボーカル花男のソロ活動にピアノ&コーラスで参加。
2013年1月　花男とやすくんとして活動開始。
2013年12月 剛力彩芽主演「ヤクルトジョア×剛力彩芽のムービーレター」オルゴール制作担当。
2013年12月　太陽族渋谷クラブクアトロワンマンライブ　サポートキーボード担当。
2015年1月 宮野真守　サポートキーボード担当。
2016年10月 藍坊主　サポートキーボード担当。ロックフェス小田原イズム出演。
2019年11月　花男 バンドキーボード担当。騎馬武者ロックフェスin南相馬　出演。
2022年2月15日　森口博子「GUNDAM SONG COVERS 3」収録「ビギニング / with VOJA」のMVにピアニストとして出演。

## ディスコグラフィ
高橋康宏　
- 2012年12月12日 アルバム「彩る音たち」
- 2014年3月9日 ピアノ小品集「冬に集う」
- 2015年2月25日 アルバム「音葉」
- 2019年11月25日 ピアノ小品集「春に奏でる」
- 2021年10月30日 アルバム「願い」

ザ・マスミサイル　
2010年8月11日ミュージック・ビデオ
「夢と現実のハザマに完璧は必要ない」
＊シングル
- あきらめちゃ / 迷いながら　(2008年11月5日発売)

- 生きた証 (2009年11月20日発売)

- また会う日まで3 (2010年2月21日発売)

- 夢と現実の間に完璧は必要ない(2010年8月11日発売)

＊アルバム
- 歩きまくり(2008年2月6日発売)

- 人間ダース(2008年11月3日発売)

- Jerry (2010年11月6日発売)

- あいたいあいて(2010年11月17日発売)

太陽族 花男
- アルバム 「北極星」（アコースティックライブ音源） 2013年1月27日に行われた「hanauta喫茶in大阪」花男とやすくんライブを収録。（2013年3月より花男アコースティックライブ会場限定販売）。参加
- アルバム 「小樽」（アコースティックライブ音源） 2013年11月27日に行われた 小樽すかんぽライブを収録。（2014年1月10日より花男アコースティックライブ会場などで販売）。参加

藍坊主
- 2006年3月15日 3rdシングル「桜の足あと」 ライブ映像参加
- 2008年4月2日 メジャー4thアルバム「フォレストーン」 ライブ映像参加

アカツキ.
- アルバム「ジャガーノート」 （2005年9月28日リリース）
- アルバム「CARNIVAL」（2007年3月24日リリース）

鴨川
- 2007年5月9日 シングル「サマーファイター」（TVアニメミュータント・タートルズ エンディングテーマ）
- 2007年7月4日 アルバム「鴨旅」

ししとう
- 2008年4月9日 「VSジーザス」

スペースタヌキ
- 2007年7月7日 アルバム「SPACERIDER」

毒リンゴ（今泉泰幸、遠藤肇）from.スキップカウズ
- 「毒リンゴ」（ライブ会場限定販売＋枚数限定販売） 収録曲「マイキャンバス」がbayfmモバイルサイトbayfmメロディより配信

THE LOCAL ART
- 2011年11月9日 アルバム「MUSIC」。ストリングスアレンジとキーボードで参加。

森口博子
- 2022年2月15日

2022/3/9(水)リリース「GUNDAM SONG COVERS 3」収録
「ビギニング / with VOJA」のMVにピアニストとして参加。